# Коан ле Киври
Коан ле Киври (фр. Coin-lès-Cuvry) насеље је и општина у североисточној Француској у региону Лорена, у департману Мозел која припада префектури Мец Кампањ.
По подацима из 2011. године у општини је живело 706 становника, а густина насељености је износила 106,17 становника/km². Општина се простире на површини од 6,65 km². Налази се на средњој надморској висини од 170 метара (максималној 235 m, а минималној 171 m).

## Демографија
| 1962. | 1968. | 1975. | 1982. | 1990. | 1999. | 2011. |
| ----- | ----- | ----- | ----- | ----- | ----- | ----- |
| 220   | 242   | 254   | 522   | 571   | 667   | 706   |

График промене броја становника у току последњих година